# Thomas Allofs
Thomas Allofs (Düsseldorf, 17 november 1959) is een (West-)Duits voormalig voetballer die speelde als aanvaller. Zijn broer Klaus Allofs was ook een voetballer.

## Carrière
Allofs maakte zijn profdebuut voor Fortuna Düsseldorf waar hij van 1977 tot 1982 speelde in die tijd won hij twee keer de beker in 1979 en 1980. Hij verhuisde in 1982 naar 1. FC Kaiserslautern waar hij speelde tot in 1986. Hij ging spelen voor 1. FC Köln tot in 1989 dat seizoen werd hij ook topschutter in de Bundesliga. Hij speelde daarna nog voor RC Strasbourg en terug voor Fortuna Düsseldorf.
Hij speelde twee interlands voor West-Duitsland en nam deel aan het WK voetbal 1982 waar ze tweede werden.
Hij werd na zijn spelerscarrière bestuurslid bij Fortuna Düsseldorf van 2003 tot in 2013.

## Erelijst
- Fortuna Düsseldorf
  - DFB-Pokal: 1979, 1980
- Persoonlijk
  - Topschutter Bundesliga: 1989

1 Schumacher ·
2 Briegel ·
3 Breitner ·
4 K. Förster ·
5 B. Förster ·
6 Dremmler ·
7 Littbarski ·
8 Fischer ·
9 Hrubesch ·
10 Müller ·
11 Rummenigge  ·
12 Hannes ·
13 Reinders ·
14 Magath ·
15 Stielike ·
16 Allofs ·
17 Engels ·
18 Matthäus ·
19 Hieronymus ·
20 Kaltz ·
21 Franke ·
22 Immel ·
Coach: Derwall